# San Joaquin (rzeka)
San Joaquin – rzeka w USA o długości ok. 550 km, powierzchni dorzecza 83 000 km² oraz średnim przepływie 138 m³/s.
Źródła rzeki znajdują się w górach Sierra Nevada, a uchodzi ona do zatoki San Francisco.
Główne dopływy rzeki:
- Merced,
- Tuolumne,
- Stanislaus
- Mokelumne.

Rzeka San Joaquin jest wykorzystywana do nawadniania, zaopatrywania w wodę ludności oraz celów energetycznych.